# Distretto di Altunhisar

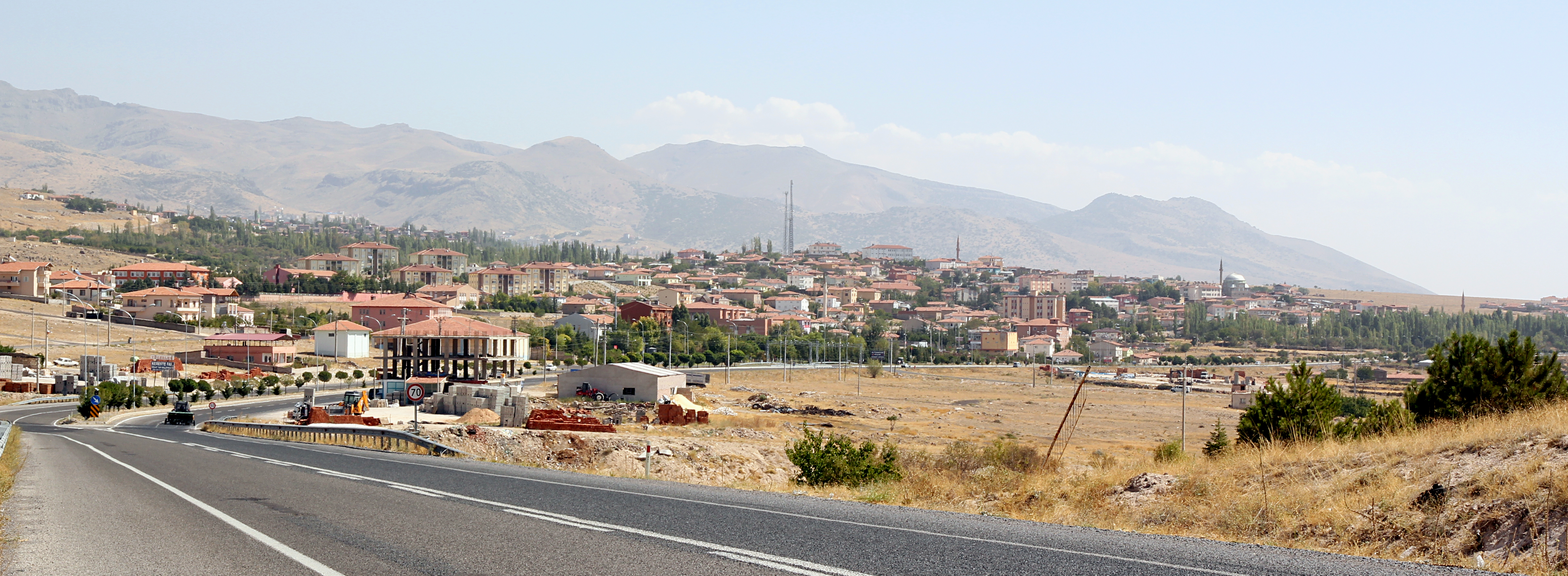
A panorama of Altunhisar

Il distretto di Altunhisar (in turco Altunhisar ilçesi) è uno dei distretti della provincia di Niğde, in Turchia.